# Arthur del Prado
Arthur Hendrik del Prado (Batavia, 17 november 1931 – Bilthoven, 9 september 2016) was een Nederlandse ondernemer.

## Jeugd
Del Prado is geboren in Batavia, als zoon van een Nederlandse moeder en Portugees-Joodse vader. Hij was als puber zonder familie opgesloten in een Jappenkamp. Na de oorlog werd hij herenigd met zijn familie in Nederland waar hij scheikunde aan de Universiteit Twente en economie aan de Universiteit van Amsterdam studeerde. In 1954 vertrok hij naar de Verenigde Staten om aan de Harvard Business School te studeren.

## Carrière
In 1958 keerde hij terug naar Nederland en stond aan de wieg van de halfgeleiderindustrie in Europa. In 1964 richtte hij het bedrijf ASM International op.
Op initiatief van Del Prado werd de halfgeleidertak van Philips zelfstandig gemaakt en ging als joint-venture van ASM en Philips verder. Dit is de basis voor het huidige ASML geweest.
In 2001 was Del Prado een van eerste investeerders in het bedrijf Mapper Lithography.
In 2008 gaf hij zijn taken als CEO van ASM over aan zijn zoon Chuck del Prado, maar bleef aan in een adviesrol. In mei 2016 is hij met pensioen gegaan.
Onder meer dankzij zijn belangen in ASML en ASM, schatte Quote zijn vermogen in op zeker €450 miljoen.
Na zijn dood bleek hij het grootste deel van zijn vermogen in Mapper Lithography te hebben gestopt in de laatste jaren van zijn leven. Mapper is in 2019 failliet gegaan.

## Privé
Del Prado was weduwnaar van Hanni Jonge Poerink, met wie hij verscheidene kinderen kreeg, en had vervolgens een relatie met  Joan barones de Vos van Steenwijk, telg uit het geslacht De Vos van Steenwijk.

## Onderscheiding
- Semicon West "Legend of the Industry" 2008